# Ахмеровски (гора)
Ахмеровски (на руски: Ахмеровский лес) е широколистна гора в Ишимбайски район, Башкирия, Русия. Координати: 53°36′10″ с. ш. 56°15′41″ и. д. / 53.602778° с. ш. 56.261389° и. д.
Заема площ от 15 хил. км².
Разположена е на височина 180—340 м. Южна най-нисока точка е 279,5 м.
Гора покрай реката: Бердишла, Селеук, Кияук, Алабердибаш.
През гората преминава черен път Ахмерово — Петровское.

## Топографски карти
- Лист от карта N-40-89 Ишимбай. Мащаб: 1 : 100 000. Състояние на местността към 1983 год. Издание 1985 г.